# Mariano de la Coloma
Mariano Sardá, más conocido como Mariano de la Coloma (Piera, 1813-†ibíd., 10 de noviembre de 1902) fue un guerrillero carlista español. Destacó especialmente por su actuación en Cataluña durante la tercera guerra carlista.

## Biografía
Su esposa, llamada Coloma, le dio el sobrenombre. Según Manuel Bofarull Terrades, era de elevada estatura, arriero de oficio, grosero y analfabeto.
Luchó en la primera y segunda guerras carlistas. En la segunda, también llamada guerra de los matiners, se destacó como eficaz recaudador de impuestos a favor de los carlistas.
En 1867 participó en el fallido alzamiento contra Isabel II del general Baldrich en el Campo de Tarragona. De acuerdo con Melchor Ferrer, tras la revolución de 1868, fue alcalde de Piera.

### Tercera guerra carlista

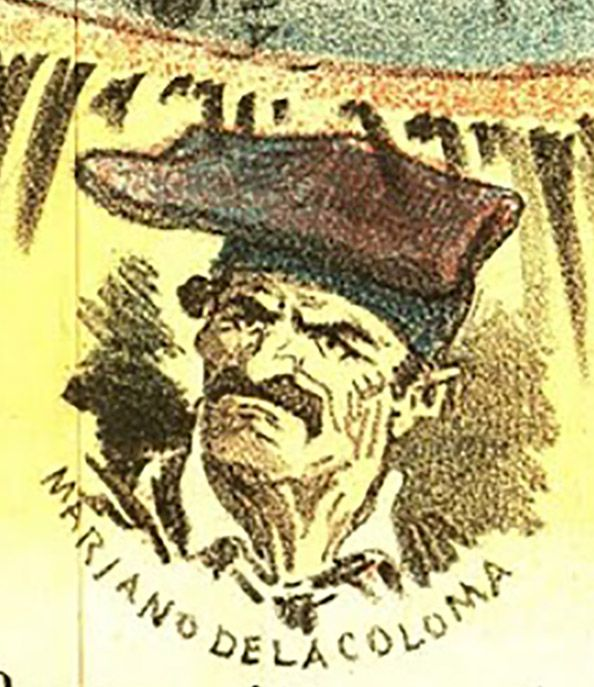
Mariano de la Coloma

En abril de 1872 se alzó en Piera con un centenar de hombres armados. Recorrió con su gente toda la comarca del Panadés. Fue detenido y juzgado el 25 de junio de 1872, acusado de rebelión. El fiscal pidió 18 años de prisión. Cuando Juan Castells capturó en Manresa al coronel Rokiski, se propuso canjearlo por Mariano, pero Rokiski se fugó antes.
Fue liberado en marzo de 1873, al proclamarse la Primera República, tras enviar, junto con Ramón Prats, una solicitud al presidente de la República, Estanislao Figueras, en la que argumentaban que habían combatido al último rey (Amadeo de Saboya), al que no podían acatar en conciencia por su condición de extranjero. Una vez libre, visitó personalmente a Figueras para darle las gracias y prometerle que no haría armas contra la República. Ante este hecho, algunos liberales afirmaron que «fue protegido de la federal, que le puso en disposición de continuar sus crímenes y sus tropelías».
Volvió a tomar las armas y en octubre de ese año actuó en Igualada, Masquefa, Collbató y Gelida. El 8 de marzo de 1874, al ver que en San Sadurní de Noya no obedecían sus órdenes, resolvió capturar a las personas que salían a trabajar. Se llevó a dieciséis hombres. Al verlo los de dentro, tocaron a somatén, salieron y los carlistas huyeron.
Durante aquella contienda los carlistas detenían trenes y quemaban estaciones. En un manuscrito sobre la guerra, el carlista José Joaquín de Alós comentó la actuación de Mariano, diciendo:

Gran fusilador de trenes, pues sin encomendarse a Dios ni a los hombres mandaba echar descargas a los trenes de Zaragoza y Tarragona, siendo causa de algunas víctimas...

Todavía en agosto de 1875, en las postrimerías de la guerra, se presentó en Martorell para cobrar la contribución. Consiguió el grado de teniente coronel, primer jefe del 5.º batallón de Barcelona. En noviembre se presentó a indulto en Esparraguera.

### Posguerra
En mayo de 1882, seis años después de concluida la guerra, mandó una nueva partida carlista. En un enfrentamiento con las fuerzas de los mozos de escuadra y la Guardia Civil entre Martorell y Esparraguera, los sublevados mataron a un mozo de escuadra e hirieron a dos guardias civiles. Los de la partida tuvieron también algunos muertos y heridos. La Correspondencia de España afirmó entonces que Mariano de la Coloma era «el cabecilla de uno de los pequeños grupos que corren errantes ganando la frontera, huyendo del alcance de las tropas» y que era «gran conocedor de la alta montaña del principado».
Según Bofarull, Mariano de la Coloma se paseaba tranquilamente por todas partes y los vecinos se asombraban de su sangre fría. Participó aún en una reunión carlista celebrada en Villafranca del Panadés en agosto de 1884, junto a José Pascual y otros jefes.
Falleció en Piera el 10 de noviembre de 1902, a la edad de 89 años. Según Mencheta, a su muerte se hallaba ya retirado de la política.